# Astragalus phanothrix
Astragalus phanothrix är en ärtväxtart som beskrevs av Joseph Friedrich Nicolaus Bornmüller. Astragalus phanothrix ingår i släktet vedlar, och familjen ärtväxter. Inga underarter finns listade i Catalogue of Life.